# Gasoduto Bolívia-Brasil

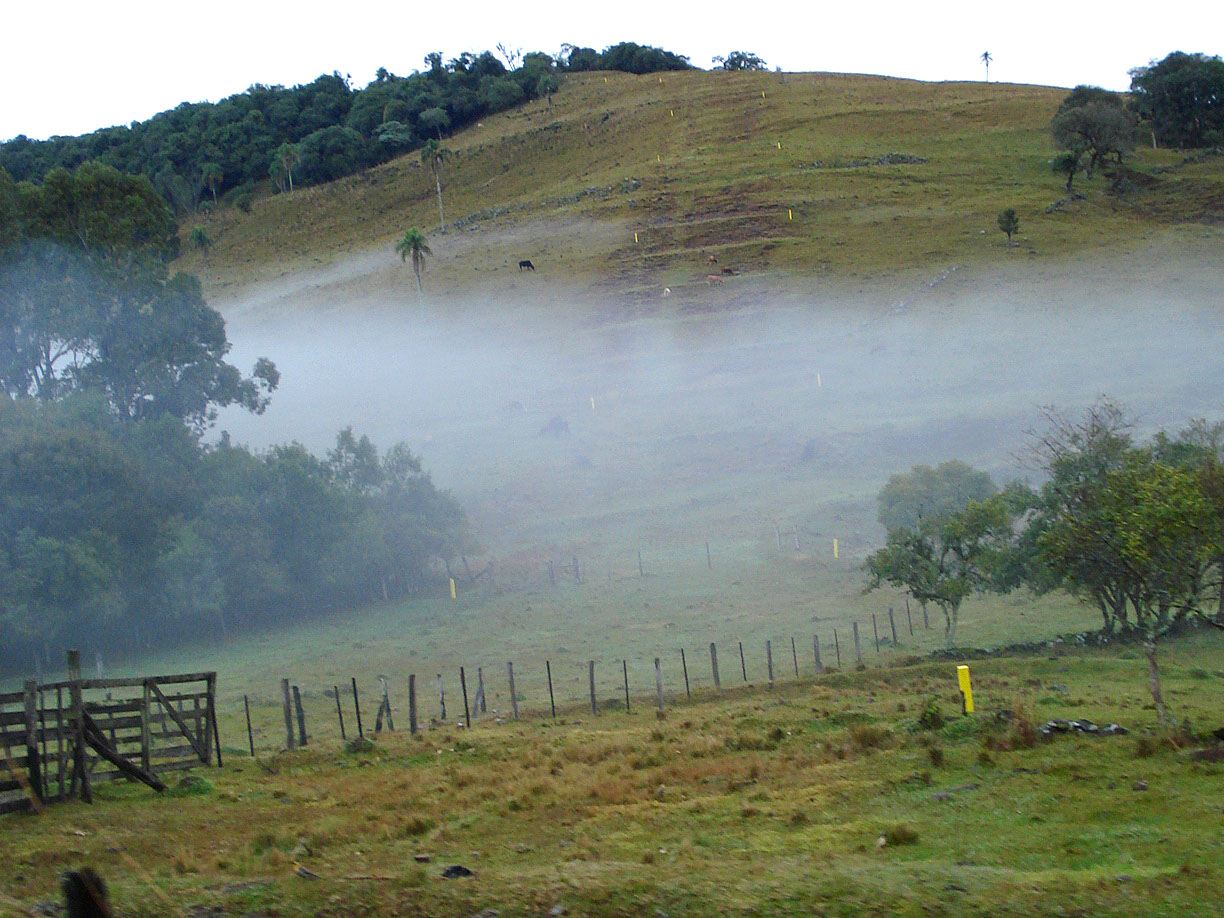
Demarcação sobre o Gasoduto Bolívia-Brasil na zona rural de Taquara, RS, Brasil.

O Gasoduto Bolívia-Brasil, também conhecido como Gasbol, é uma via de transporte de gás natural entre a Bolívia e o Brasil com 3150 quilômetros de extensão, sendo 557 em território boliviano (trecho administrado pela GTB) e 2593 em território brasileiro (trecho administrado pela TBG).

## História
O gasoduto Bolívia-Brasil tem seu marco inicial na Carta de Intenções sobre o Processo de Integração Energética entre Bolívia e Brasil assinada entre a Petrobras e Yacimientos Petrolíferos Fiscales Bolivianos (YPFB) em novembro de 1991, com participação do Ministério de Energia e Hidrocarbonetos da Bolívia, em La Paz.
O Contrato de Compra e Venda entre Petrobras e YPFB foi, finalmente, assinado em 17/02/93. O contrato estaria em vigor desde sua assinatura, ficando sua eficácia condicionada à obtenção de financiamentos em condições que garantissem a viabilidade econômica do projeto.
A viabilização financeira do projeto não foi nada simples. Diversos aditivos ao contrato de 1993 foram assinados prorrogando prazos e, também, alterando o volume negociado. A prioridade dada pelo Governo, com a inclusão do projeto, em agosto de 1996, entre os 42 empreendimentos considerados prioritários no âmbito das ações governamentais - Programa Brasil em Ação, foi um aspecto importante para sua viabilização. Contudo, somente em julho de 1997, com esquema de financiamento já equacionado, foram assinados os contratos de construção e montagem do gasoduto.
A base do Projeto do gasoduto é o contrato de compra e venda entre YPFB e Petrobras, assinado em agosto de 1996 (último Aditivo ao Contrato de fevereiro de 1993), no qual a YPFB se compromete a vender e a Petrobras a comprar, em regime de take-or-pay, quantidades crescentes de gás, iniciando com 8 milhões de m3 por dia, atingindo 16 milhões de m3/dia, no oitavo ano e permanecendo nesse patamar até o vigésimo ano (TCQ - Transportation Capacity Quantity).
A estrutura somente se tornou plenamente operativa em 2010.
Em novembro de 2008, na cidade de Gaspar, em Santa Catarina, houve um rompimento do gasoduto em decorrência das enchentes ocorridas na região do Vale do Itajaí.
Com a crise econômica brasileira a partir de 2014, iniciou-se um processo de transformação no mercado do gás. Em 2015, a Petrobras iniciou processo de desinvestimentos de alguns ativos do setor de gás natural e reduzir sua participação no mercado. Em 2019, foi lançado pelo Presidente Jair Bolsonaro o programa Novo Mercado de Gás, visando estimular competição, investimentos e redução do preço de gás. Em 6 de março de 2020, foi assinado novo acordo entre Petrobras e YPFB, que reduz de 30 milhões para 20 milhões de metros cúbicos por dia o volume máximo que a Petrobras pode trazer do país vizinho, liberando um terço da capacidade do Gasbol a outros importadores.
Destaca-se que o Gasbol exerce papel importante na arrecadação tributária do Mato Grosso do Sul. Isso porque todo o ICMS arrecadado com a importação do gás fica com o estado. Em 2014, a importação do gás representava 18,18% da arrecadação total do ICMS do Estado, mas a realidade foi mudando nos anos sequentes. A queda da arrecadação do ICMS do gás começou a ganhar força em meados de novembro de 2016, quando a Petrobras iniciou a expansão da produção nacional de gás natural, com início das operações de produção de óleo do Pré-Sal, optando por usar o gás brasileiro em vez do combustível importado da Bolívia, contrariando o contrato que previa distribuição preferencial aos estados do gás importado. Em 2016, a importação do gás representou apenas 11,51% da arrecadação total do ICMS.

### A nacionalização de Evo Morales
Em 2006, o presidente Evo Morales editou o Decreto Supremo 28.701 (Decreto Héroes del Chaco), em que impõe regras para os hidrocarbonetos, todos os derivados de petróleo extraídos no país. O decreto transfere a propriedade das reservas para a Bolívia e aumenta os impostos sobre a produção de 50% para 82%, entre outros tópicos.
O gás era extraído na Bolívia em campos anteriormente explorados por multinacionais como PETROBRÁS, Repsol YPF, British Gas e British Petroleum e a Total S.A.. Estas tiveram recuo em seus lucros e provocaram intensas críticas internacionais e discussões diplomáticas.
O conflito Bolívia-Brasil gerado por este episódio foi resolvido com o ex-presidente Lula, que reviu os antigos contratos de seu país com a Bolívia. A partir daí as relações Brasil-Bolívia passaram a ser cada vez mais amistosas e fortes no que se refere a hidrocarbonetos, inclusive novos contratos foram firmados entre os governos de Evo Morales e de Dilma Rousseff.

## Trajeto

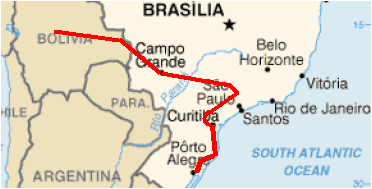
Rota do Gasoduto Bolívia-Brasil

O gasoduto tem seu início na cidade boliviana de Santa Cruz de la Sierra e seu fim na cidade gaúcha de Porto Alegre, atravessando também os estados de Mato Grosso do Sul, São Paulo, Paraná, Santa Catarina, Rio Grande do Sul, passando por cerca de quatro mil propriedades em 135 municípios. Está dividido em Trecho Norte (de Corumbá/MS a Guararema/SP) e Trecho Sul (de Paulínia/SP a Canoas/RS).
Em São Paulo, o traçado acompanha o rio Tietê, chegando a Campinas, onde se encontram as indústrias que, em 1999, foram as empresas pioneiras na utilização do gás natural boliviano. O trajeto é estratégico, pois passa por uma área responsável por 71% do consumo energético brasileiro, 82% da produção industrial e 75% do PIB.
Até a construção do gasoduto, terminado em 2010, no estado de São Paulo, somente a capital e alguns municípios adjacentes faziam uso do gás natural nacional, extraído das plataformas submarinas de Campos (no Rio de Janeiro) e de Santos, no litoral paulista. Este sistema já se encontra conectado ao duto do gás boliviano através de uma conexão nas cercanias do Vale do Paraíba. O gás natural de Campos, após alimentar alguns municípios na área de São José dos Campos, é direcionado à rede paulista pelos dutos que correm paralelamente à via Dutra e o de Santos sobe a Serra do Mar, em direção à zona industrial da região metropolitana.

## Consumo de gás natural no Brasil
Em 2018, 166 usinas termelétricas no Brasil utilizavam gás natural como combustível, sendo este principal a principal fonte do setor.
Em 2017, a geração termelétrica foi responsável por 46% da demanda total de gás natural no país, enquanto que a demanda industrial foi de 43% e a automotiva foi de 5%. A Petrobrás é proprietária de 53% da potência instalada de termelétricas a gás natural.
Em 2017, o país produziu 69% da demanda interna pelo combustível. 27% do gás foi importado da Bolívia e 4% foi importação de GNL. O contrato de importação com a Bolívia prevê o fornecimento de até 30 milhões de metros cúbicos.
A produção de gás natural no Brasil em julho totalizou 115 milhões de metros cúbicos por dia (m3/d) em 2017. Os campos marítimos produziram 95,2% do petróleo e 77,6% do gás natural. A produção do pré-sal correspondeu a 48,2% do total produzido no Brasil, com perspectivas de ampliação da produção de gás natural.
Os maiores estados produtores em 2017 foram: Rio de Janeiro (46%); São Paulo (17%); Amazonas (12%); Espírito Santo (9%); Bahia (6%); Maranhão (5%); Sergipe/Alagoas (3%); Ceará/Rio Grande do Norte (1%).